# بيلي هفينيغارد
بيلي هفينيغارد هو ممثل دنماركي ولد في يوم 29 أغسطس 1975 في مدينة كوبنهاغن. اشتهر بتمثيله في فيلم بيل الفاتح في سنة 1975.

## روابط خارجية
- بيلي هفينيغارد على موقع IMDb (الإنجليزية)
- بيلي هفينيغارد على موقع ألو سيني (الفرنسية)
- بيلي هفينيغارد على موقع أول موفي (الإنجليزية)
- بيلي هفينيغارد على موقع قاعدة بيانات الأفلام السويدية (السويدية)
- بيلي هفينيغارد على موقع قاعدة بيانات الفيلم (الإنجليزية)
- بيلي هفينيغارد على موقع كينوبويسك (الروسية)